# George Schroth
George Edward Schroth (Sacramento, 31 dicembre 1899 – Los Molinos, 26 gennaio 1989) è stato un pallanuotista statunitense.
Ha partecipato ai Giochi di Parigi 1924, dove ha vinto la medaglia di bronzo, ed ai Giochi di Amsterdam 1928, dove ha raggiunto il 5º posto.